# Nigel Hawthorne
Sir Nigel Barnard Hawthorne (ur. 5 kwietnia 1929 w Coventry, zm. 26 grudnia 2001 w hrabstwie Hertfordshire) – brytyjski aktor. Wcielił się w postać Sir Humphreya Appleby’ego, stałego sekretarza Ministerstwa Spraw Administracyjnych w sitcomie BBC Two Tak, panie ministrze (1980–1984), za którą zdobył cztery Nagrody Telewizyjne Akademii Brytyjskiej. Za kreację króla Jerzego w dramacie biograficznym Nicholasa Hytnera Szaleństwo króla Jerzego (1994) otrzymał nagrodę BAFTA i nominację do Oscara dla najlepszego aktora pierwszoplanowego. Był także laureatem Laurence Olivier Award i nagrody Tony za swoją pracę w teatrze. W 1987 został Komandorem Orderu Imperium Brytyjskiego (CBE), a w 1999 otrzymał tytuł szlachecki Sir. Dla wielu Brytyjczyków jego twarz do dzisiaj jest symbolem cynicznego urzędnika służby cywilnej.

## Wczesne lata
Urodził się w Coventry w Warwickshire jako drugie z czworga dzieci Agnes Rosemary (z domu Rice) i Charlesa Barnarda Hawthorne’a, lekarza. Kiedy Nigel miał trzy lata, rodzina przeprowadziła się do Kapsztadu w Południowej Afryce, gdzie jego ojciec kupił gabinet. Początkowo mieszkali w ogrodach, a następnie przeprowadzili się do nowo wybudowanego domu w pobliżu Camps Bay. Kształcił się w St George's Grammar School w Kapsztadzie, a następnie uczęszczał do Christian Brothers College, gdzie grał w drużynie rugby. Studiował na Uniwersytecie Kapsztadzkim, gdzie grał w sztukach z Theo Aronsonem, później znanym biografem, ale wycofał się i w latach 50. XX wieku wrócił do Wielkiej Brytanii, aby rozpocząć karierę aktorską.

## Kariera
W 1950 zadebiutował na scenie w Kapsztadzie jako Archie Fellows w przedstawieniu The Shop at Sly Corner. W 1951 powrócił do Anglii. Występował na londyńskim West Endzie. W 1974 trafił po raz pierwszy na Broadway w komedii Szekspira Jak wam się podoba. W 1990 powrócił na nowojorską scenę w roli C.S. Lewisa w Williama Nicholsona Cienista dolina (Shadowlands), za którą w 1991 odebrał nagrodę Tony.
Na kinowym ekranie zadebiutował w roli polskiego żołnierza w parku w dramacie Lewisa Gilberta Carve Her Name with Pride (1958) u boku Virginii McKenny i Paula Scofielda. W długiej i zróżnicowanej karierze filmowej, która rozpoczęła się od reklamy Mackesona Stouta i mniejszych ról w różnych brytyjskich serialach telewizyjnych od późnych lat 50. XX wieku, jego najbardziej znane role to Sir Humphrey Appleby, stały sekretarz Ministerstwa Spraw Administracyjnych w sitcomie BBC Two Tak, panie ministrze (1980–1984), za który w latach 80. zdobył cztery nagrody BAFTA, prymas Stefan Wyszyński w zrealizowanym dla telewizji CBS filmie biograficznym  Herberta Wise’a Jan Paweł II (1984). Za rolę niezrównoważonego umysłowo króla Jerzego w sztuce Alana Bennetta Szaleństwo Jerzego III zdobył Laurence Olivier Award dla najlepszego aktora, za wersję kinową otrzymał BAFTA dla najlepszego aktora pierwszoplanowego i był nominowany do Oscara. Później zdobył szóstą nagrodę BAFTA dla najlepszego aktora za rolę doktora Edgara Pascoe w serialu medycznym Channel 4 The Fragile Heart (1996). Grał w dramacie biograficznym Richarda Attenborough Gandhi (1982), filmie sensacyjnym Człowiek demolka (1993) z Sylvestrem Stallone i dramacie historycznym Stevena Spielberga Amistad (1997). W serialu London Weekend Television Mapp i Lucia (1985–1986) z Prunellą Scales i Geraldine McEwan wystąpił jako Georgie Pillson.
Zajmował się także dubbingiem, użyczając głosu takim postaciom jak Fflewddur Fflam w filmie animowanym Taran i magiczny kocioł (1985) i profesor Porter w Tarzanie (1999).

## Życie prywatne
W 1995, po ogłoszeniu jego nominacji do Oscara, amerykańskie media nagłośniły fakt, że jest homoseksualistą. Hawthorne nigdy temu nie zaprzeczał, co więcej – od 1979 aż do śmierci mieszkał i pokazywał się publicznie ze swoim partnerem, pisarzem Trevorem Benthamem.
Przez ostatnie 18 miesięcy życia zmagał się z rakiem trzustki. Większość tego czasu spędził w szpitalu, gdzie przechodził chemoterapię. Zmarł 26 grudnia 2001 w wieku 72 lat we własnym domu w hrabstwie Hertfordshire, a bezpośrednią przyczyną jego śmierci był atak serca.

## Filmografia

### Filmy
- 1972: Młody Winston jako Boer Sentry
- 1974: S*P*Y*S jako Croft
- 1978: Wzgórze królików (Watership Down) jako kapitan Firlet (głos)
- 1982: Dzwonnik z Notre Dame (TV) jako sędzia pokoju na rozprawie Esmeraldy
- 1982: Firefox jako Piotr Baranowicz
- 1982: The Plague Dogs jako dr Boycott (głos)
- 1982: Gandhi jako Kinnoch
- 1983: Historia świata: Część I (History of the World: Part I) jako obywatel
- 1983: Sens życia według Monty Pythona (Monty Python’s The Meaning of Life)
- 1984: Papież Jan Paweł II (Pope John Paul II, TV) jako kardynał Stefan Wyszyński
- 1985: Taran i magiczny kocioł jako Fflewddur Fflam (głos)
- 1992: Freddie – agent F.R.O.7. jako brygadier G (głos)
- 1993: Człowiek demolka jako dr Raymond Cocteau
- 1994: Szaleństwo króla Jerzego (The Madness of King George) jako król Jerzy
- 1995: Ryszard III jako Clarence
- 1996: Wieczór Trzech Króli (Twelfth Night: Or What You Will) jako Malvolio
- 1997: Amistad jako Martin Van Buren
- 1998: Madeline jako lord Covington
- 1998: Moja miłość (The Object of my Affection) jako Rodney Fraser
- 1999: Tarzan jako prof. Porter (głos)
- 1999: Droga do Białego Domu jako Kim Minnaker
- 1999: Rozsądny człowiek jako sędzia Wendon
- 2001: Zawód święty Mikołaj jako Święty Mikołaj

### Seriale TV
- 1969: Armia tatuśka jako wściekły mężczyzna
- 1978: Holocaust jako Ohldendorf
- 1980–1984: Tak, panie ministrze jako Sir Humphrey Appleby
- 1986–1988: Tak, panie premierze jako Sir Humphrey Appleby

### Gry komputerowe
- 1998: The War of the Worlds jako generał (głos)